# Astraat
De Astraat is een straat in de Groningse Schildersbuurt in het verlengde van de Brugstraat. Na de kruising met de Westersingel ter hoogte van de Westerhaven gaat de weg over in de Aweg.
De Astraat heeft een karakter van een winkelstraat mede omdat de weg afgesloten is voor autoverkeer. Sinds 5 januari 2014 rijden de grote scholierenbussen hier niet meer langs van het Hoofdstation naar het Zernikecomplex en wordt de weg alleen nog maar gebruikt door af en toe vrachtverkeer, maar voornamelijk voetgangers en fietsers. 
In het najaar van 2017 is de invulling van de Astraat sterk veranderd. Het asfalt dat er eerder lag is geheel verwijderd en vervangen door de kenmerkende gele stenen van de stad. Tevens heeft de Astraat geen functie meer voor doorgaand verkeer; alleen bestemmingsverkeer wordt nog toegelaten. Hierdoor rijden er geen bussen meer door de Astraat en is er meer ruimte voor voetgangers en fietsers. 

## Monumenten
De Astraat telt één bouwwerk dat is aangewezen als rijksmonument. Daarnaast staan in de straat vier gemeentelijke monumenten.
| Adres      | Beschrijving | Monument  | Afbeelding |
| ---------- | ------------ | --------- | ---------- |
| Astraat 2  |              | GM 101777 |            |
| Astraat 10 |              | RM 18427  |            |
| Astraat 12 |              | GM 101782 |            |
| Astraat 13 |              | GM 101774 |            |
| Astraat 19 |              | GM 101775 |            |

Achter de Muur · 
Akerkhof · 
Akerkstraat · 
Broerstraat · 
Brugstraat ·
Bruine Ruiterstraat ·
Burchtstraat · 
Butjesstraat ·
Carolieweg ·
Coehoornsingel · 
Donkersgang · 
Driften · 
Emmaplein · 
Folkingestraat · 
Folkingedwarsstraat ·
Ganzevoortsingel · 
Gasthuisstraatje ·
Gedempte Kattendiep ·
Gedempte Zuiderdiep ·
Gelkingestraat ·
Grote Kromme Elleboog ·
Grote Markt ·
Guldenstraat ·
Guyotplein ·
Haddingestraat ·
Haddingedwarsstraat ·
Hardewikerstraat ·
Hereplein · 
Herebinnensingel ·
Heresingel ·
Herestraat ·
Hoekstraat ·
Hofstraat ·
Hoge der A ·
Hoogstraatje ·
Jacobijnerstraat ·
Kleine der A ·
Kattenhage ·
Kleine Kromme Elleboog ·
't Klooster ·
Kostersgang ·
Koude Gat ·
Kreupelstraat ·
Kwinkenplein ·
De Laan ·
Lage der A ·
Lopende Diep ·
Lutkenieuwstraat ·
Marktstraat ·
Martinikerkhof ·
Munnekeholm ·
Muurstraat ·
Naberstraat ·
Nieuwe Boteringestraat ·
Nieuwe Ebbingestraat ·
Nieuwe Kerkhof ·
Nieuwe Kijk in 't Jatstraat ·
Nieuwe Markt ·
Nieuwstad ·
Noorderhaven ·
Oosterstraat ·
Ossenmarkt ·
Oude Boteringestraat ·
Oude Ebbingestraat ·
Oude Kijk in 't Jatstraat ·
Papengang ·
Pausgang · 
Pelsterstraat ·
Peperstraat ·
Poelestraat ·
Praediniussingel ·
Rademarkt ·
Radesingel ·
Reitemakersrijge ·
Rode Weeshuisstraat ·
Schoolstraat · 
Schoolholm · 
Schuitemakersstraat ·
Schuitendiep · 
Sieboldsgang · 
Singelstraat · 
Sint Jansstraat ·
Sint Walburgstraat ·
Spilsluizen ·
Stationsstraat ·
Steentilstraat ·
Stoeldraaierstraat · 
Torenstraat · 
Turfstraat ·
Turfsingel ·
Turftorenstraat ·
Ubbo Emmiussingel ·
Vismarkt ·
Visserstraat ·
Waagstraat ·
Zoutstraat ·
Zwanestraat